# صربيا 21
صربيا 21 هي منظمة سياسية في صربيا. تأسست في أوائل عام 2020 من قبل أعضاء سابقين في الحزب الديمقراطي الاجتماعي والحزب الديمقراطي الصربي.

## التاريخ
كان كل من ماركو دوريسيتش ونيناد كوستانتينوفي جزءًا من الحزب الديمقراطي الاجتماعي ولكن بعد أن صرح الحزب أنهما سيقاطعان الانتخابات القادمة قرروا إنشاء منظمة سياسية جديدة ستشارك في الانتخابات القادمة والتي ستركز أيضًا على انضمام الصرب إلى الاتحاد الأوروبي. بعد مرور بعض الوقت تم دعمهم أيضًا من قبل جوردانا شوميتش من الحزب الديمقراطي. شارك الحزب في الانتخابات البرلمانية لعام 2020، وذكروا عدة مرات أنه «من الممكن فقط تغيير النظام وإزاحة فوتشيتش من السلطة إذا شاركنا في الانتخابات». صنف بوريس تاديتش رئيس الحزب الديمقراطي الاجتماعي المنظمة على أنها «مشروع فوتشيتش». بحلول موعد الانتخابات كان لدى المنظمة نائبان ومجموعة برلمانية مشتركة مع جبهة فويفودينا.
كانوا أيضًا جزءًا من ائتلاف صربيا الديمقراطية المتحدة، جنبًا إلى جنب مع حزب صربيا الحديثة ورابطة الديمقراطيين الاجتماعيين بجبهة فويفودينا التي يقودها فويفودينا والمنتدى الديمقراطي المدني. ظلت المنظمة غير نشطة منذ الانتخابات البرلمانية لعام 2020.